# Potamonautes johnstoni
Potamonautes johnstoni is een krabbensoort uit de familie van de Potamonautidae. De wetenschappelijke naam van de soort is voor het eerst geldig gepubliceerd in 1885 door Edward John Miers.